# Concerto (Tiziano)
Il Concerto, o Concerto interrotto, è un dipinto a olio su tela (86,5x123,5 cm) di Tiziano, databile al 1510-1511 e conservato nella Galleria Palatina di Firenze.

## Storia
Una possibile menzione antica del dipinto è legata al Ridolfi (1648), che vide un'opera di soggetto simile nelle collezioni di Paolo del Sera. Nel 1654 fu acquistato come opera di Giorgione dal cardinale Leopoldo de' Medici, le cui collezioni confluirono poi in quelle dei granduchi di Toscana.
L'attribuzione a Tiziano, proposta per primo dal Morelli (1880), è oggi generalmente accolta, nonostante le innumerevoli ipotesi succedute nel tempo, che hanno fatto i nomi di Giorgione, Sebastiano del Piombo e Giovanni Cariani.
Nel 1976-1978 venne eliminata una striscia superiore, non originale. Una copia già nella collezione Borghese mostra quattro figure invece di tre.

## Descrizione e stile
L'educazione musicale, all'epoca, era parte integrante della formazione di un gentiluomo, e dipinti su concerti e musicisti erano molto frequenti, soprattutto in area veneziana. La teoria neoplatonica celebrava soprattutto la musica "cittadina", quella fatta con gli strumenti a corda e la voce, contrapposta alla musica incolta, quella campagnola e disordinata fatta dagli strumenti a fiato e dalle percussioni.
Su uno sfondo scuro si stagliano tre personaggi a mezza figura: un giovane con un cappello piumato, un uomo vestito di nero che suona una spinetta e un religioso (un agostiniano?) che tiene in mano una viola o un liuto e l'altra appoggiata sulla spalla dell'altro personaggio, ruotato all'indietro per guardarlo. Il ragazzo a sinistra, di fattura più mediocre, venne indicato fino al XIX secolo come figura femminile, mentre gli altri due erano letti come ritratti di Martin Lutero e Calvino.
Spicca soprattutto la figura centrale, con il ritratto estremamente intenso e veritiero, tra i migliori di Tiziano in assoluto. Gli occhi sono incavati ed espressivi, gli zigomi appuntiti, le labbra rese realistiche dal neo sotto una narice. Perfetta è la rotazione in alto verso destra, così come la resa delle vigorose mani, intente alla musica, apparentemente disinvolte ma abili e attente alla tastiera.
Il Concerto di Firenze appare quindi come una celebrazione dell'armonia della musica "cittadina", della viola, della spinetta e del possibile cantore a sinistra.